# Kanosh
Kanosh – miasto w Stanach Zjednoczonych, w stanie Utah, w hrabstwie Millard.